# Ingurtosu
Ingurtosu è una frazione del comune di Arbus, che dista circa 10 km dal capoluogo comunale e ha ospitato, insieme a Montevecchio, una delle più importanti miniere della Sardegna. Al censimento generale della popolazione e delle abitazioni 2011 contava 9 abitanti residenti.

## Origine del nome
Il suo nome deriva da su gurturgiu, il gipeto, un avvoltoio che popolava i cieli di quest'area. Secondo altri il nome sarebbe la contrazione di ingurtidroxiu, che significa "inghiottitoio"' forse riferito a qualche scavo minerario di origini antiche.

## Storia

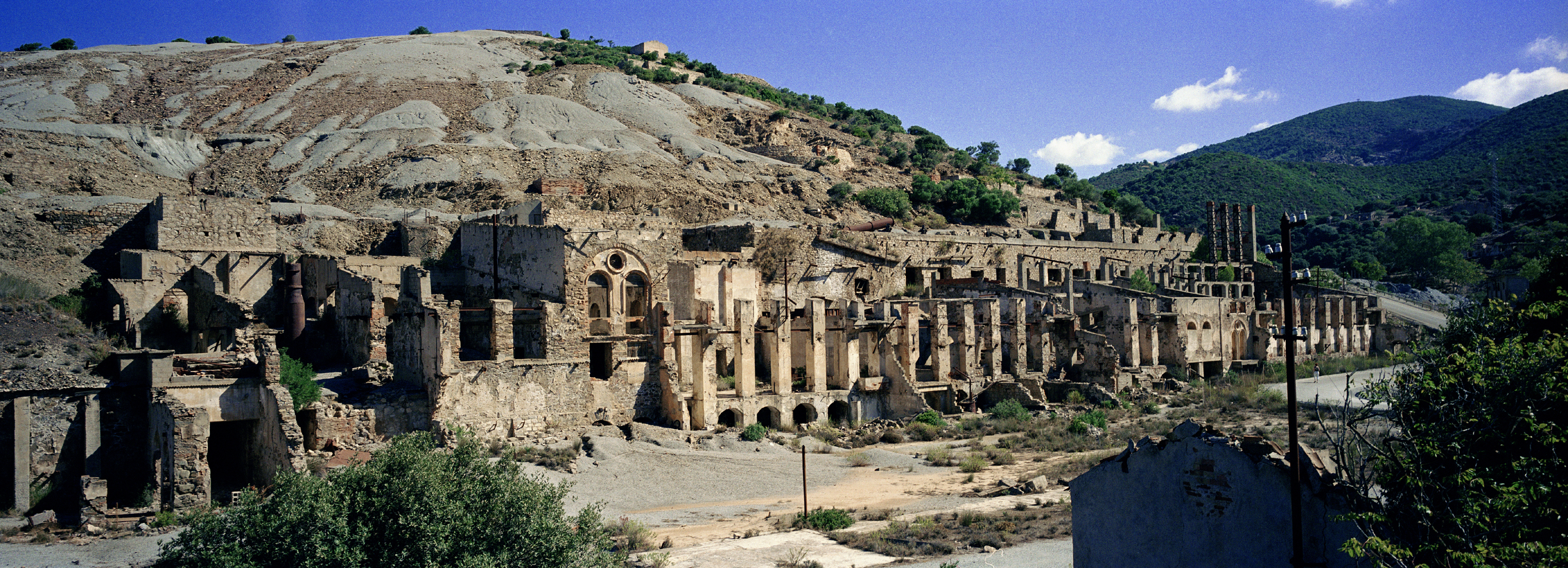
Laveria Brassey, Naracauli, Ingurtosu.

Oggi è un villaggio semidiroccato e quasi deserto ma in passato, quando fu abitato fino alla fine degli anni sessanta, era arrivato a ospitare quasi cinquemila persone, fungendo da centro direzionale della miniera di Ingurtosu e di quella vicina di Gennamari, che facevano parte entrambi del complesso minerario chiamato filone di Montevecchio, dal quale si estraevano piombo, zinco e argento.
La miniera, che aveva iniziato la sua attività estrattiva nel 1855, raggiunse la massima espansione all'inizio del XX secolo. La prima crisi, con il licenziamento di molti operai, si ebbe nel 1943. Nel dopoguerra l'attività riprese, ma il declino era ormai avviato e nel 1968 la miniera fu definitivamente chiusa.
Nel villaggio minerario vi si trovavano il palazzo della direzione, chiamato “Il castello”, costruito verso il 1870, in stile neomedievale, a imitazione di un palazzo tedesco, in posizione dominante rispetto al resto del complesso, che comprende abitazioni di impiegati, la chiesa, lo spaccio, la posta, il cimitero e persino un ospedale.
Lungo la vallata che collega il villaggio al mare si trovano alcuni pozzi minerari, tra cui il Pozzo Gal, recentemente restaurato e trasformato in area museale sulla vita degli operai, e gli imponenti ruderi della laveria Brassey, costruita in località Naracauli nel 1900, quando proprietario della miniera era il nobile inglese Lord Brassey. La vallata termina poi nelle splendide "Dune di Piscinas" dove il minerale estratto veniva trasportato, grazie a una piccola ferrovia costruita nel 1871, per essere poi imbarcato.
Oggi Ingurtosu è un monumento di archeologia industriale mineraria e fa parte del Parco Geominerario Storico e Ambientale della Regione Sardegna, inserito nella rete GEO-PARKS dell'UNESCO.

## La Rapina al Palazzo della Direzione della miniera.
La sera del 9 febbraio 1948, alle ore 18:45, una banda di nove malviventi, in parte mascherati ed armati di moschetti, mitra, fucili da caccia e bombe a mano, prese d’assalto il Palazzo della Direzione della Miniera di Ingurtosu. In quegli anni immediatamente successivi al Secondo Conflitto Mondiale, il settore minerario era in ripresa economica e ciò dava una boccata d’ossigeno ai tanti operai e alle rispettive famiglie. La miniera dava lavoro a circa mille minatori, agli addetti alle officine, alle laverie, ai servizi di guardia, al trasporto sui vagoni dai cantieri fino al pontile di Piscinas. Quella sera, all’interno della cassaforte vi erano ben 19 milioni di lire, in contanti e assegni (l’equivalente a circa un milione di euro), ovvero le paghe destinati ai minatori dell’omonima miniera. La rapina fu portata a termine, tanto che i giornali dell’epoca la definirono “rapina del secolo”. Essa venne organizzata a tavolino e compiuta nel più breve tempo possibile. Morirono, eroicamente, il giovanissimo Carabiniere Giulio Speranza, decorato con medaglia d’Argento al valor Militare alla memoria e il Capo delle guardie di Miniera Vincenzo Caddeo. Al coraggioso Carabiniere Speranza, testimonianza di fedeltà al giuramento fino all’estremo sacrificio, che ogni carabiniere pronuncia e fa proprio per tutta la vita, è stata intitolata la Caserma Carabinieri di San Gavino Monreale (Sud Sardegna) e una pubblica via a Sois (Belluno). Omicidi, rapine su commissione, traffico di armi erano i reati che si verificavano nella Sardegna post fine Seconda Guerra Mondiale. I Carabinieri della Stazione di Ingurtosu, della Sezione di Guspini e della Compagnia di Iglesias si metteranno fin da subito alla ricerca dei malfattori, riuscendo ad arrestare i responsabili dell’efferato delitto che sconvolse non solo Ingurtosu, ma l’intero Medio Campidano ed a smantellare l’agguerrita banda, riconducibile a quel fenomeno storico-sociale denominato Banditismo Sardo.

### Il Carabiniere a piedi Giulio Speranza.
Giulio Speranza nacque il 15 ottobre 1925 a Sois (Belluno), frazione di circa 700 abitanti sita su un’altura da cui domina tutta la Valbelluna. Giulio era un giovine aitante e distinto, di carattere forte ed energico e tendenzialmente umile e rispettoso. Trascorse la sua prima giovinezza nel paese d’origine, lavorando come operaio in diversi settori, per prima in una fabbrica di mattoni, poi in galleria, accettando lavori umili pur di sostenere economicamente il suo nucleo familiare.
Il 23 Aprile 1946 Speranza, all’età di vent’anni, decise di arruolarsi nei Carabinieri Reali. Frequentò il corso applicativo presso la Scuola Allievi Carabinieri di Roma. Il 14 Gennaio del 1948 venne assegnato alla Stazione di Ingurtosu. Il Carabiniere riuscì a prestarvi servizio per 26 giorni, fino al giorno della sua tragica morte.
A causa dello strano rumore di spari, su ordine del Comandante di Stazione, Speranza e il collega, Carabiniere Buttule si recarono al centro del Borgo per verificare cosa stesse succedendo. Giunti nella Piazza i due Carabinieri furono quasi investiti da una pioggia di colpi. Era in atto una rapina all’interno della direzione. Speranza, cercò una posizione favorevole per sorprendere i rapinatori ed immaginando che all'interno vi erano i dipendenti presi come ostaggi, ma venne colto all'improvviso da un bandito. Costui, appostato sotto un andito nel buio della strada che domina sulla Piazza Cantina all’esterno del Palazzo della Direzione, lo colpì con un colpo di fucile da caccia sul fianco destro. Nonostante la grave ferita riportata, il Carabiniere riuscì a colpire di striscio il suo assalitore, pare con due proiettili, ad una spalla.
Il suo comportamento prima di morire fu valoroso e degno delle migliori tradizioni dell’Arma dei Carabinieri. Nel letto dell’ospedale traumatologico di Ingurtosu e rivolto al suo comandante di Stazione, alla presenza del medico e degli infermieri, esclamò: ‘Maresciallo, sono contento di morire perché ho fatto tutto quello che potevo. Mi spiace solo di non aver potuto impedire che quei vigliacchi mi portassero via il mitra.’
Come giusto riconoscimento per il comportamento tenuto dal Carabiniere Speranza, caduto nell’adempimento del proprio dovere, gli venne concessa la Medaglia d’Argento al Valor Militare alla memoria con la seguente motivazione:
‘Attratto di notte da ripetuti spari ed uscito dalla caserma insieme ad altro pari grado per rendesi conto di quanto stava accadendo, intuito durante il tragitto trattarsi di aggressione alla direzione di una miniera, noncurante del nutrito fuoco di fucileria e del lancio di bombe a mano che malfattori appostati all’esterno effettuavano per appoggiare l’azione delittuosa, con coraggioso slancio accorreva prontamente sul luogo e nel generoso tentativo di raggiungere posizione favorevole per sorprendere i rapinatori, veniva ferito a morte da colpo d’arma da fuoco sparatogli proditoriamente a breve distanza da bandito appostato nell’ombra. Caduto, prima di perdere i sensi, trovava ancora la forza di sparare col suo mitra contro l’aggressore ferendolo ad una spalla.
Trasportato all’ospedale confermava le sue belle doti di coraggio e di attaccamento al dovere dichiarandosi contento di morire per l’adempimento del servizio’
-Ingurtosu (Cagliari)    9.2.1948-

## Cultura

### Musica
I Nomadi hanno interpretato Naracauli, una canzone scritta da Maurizio Bettelli, nel loro album Naracauli e altre storie (EMI, 1978).

## Galleria d'immagini

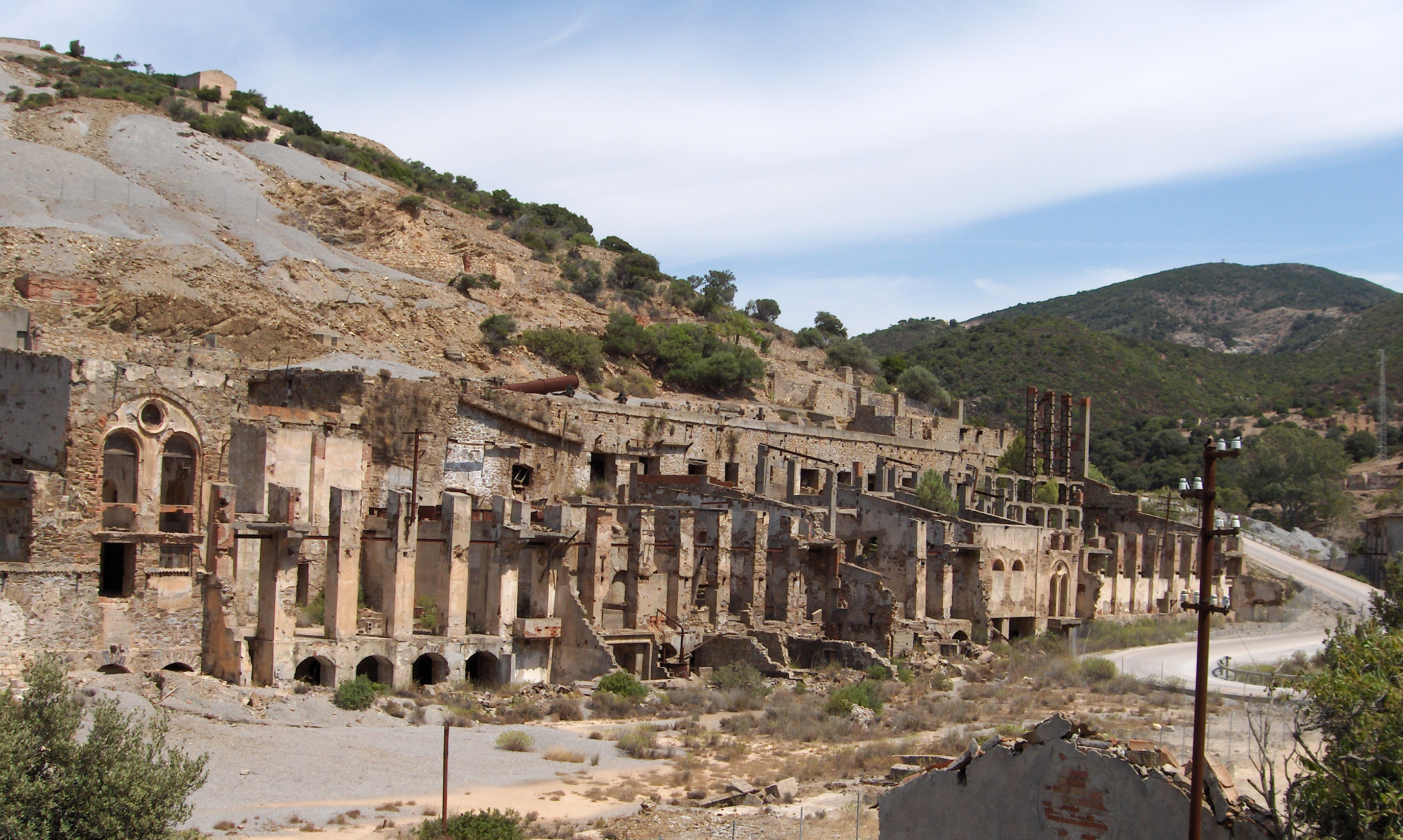
Laveria Brassey
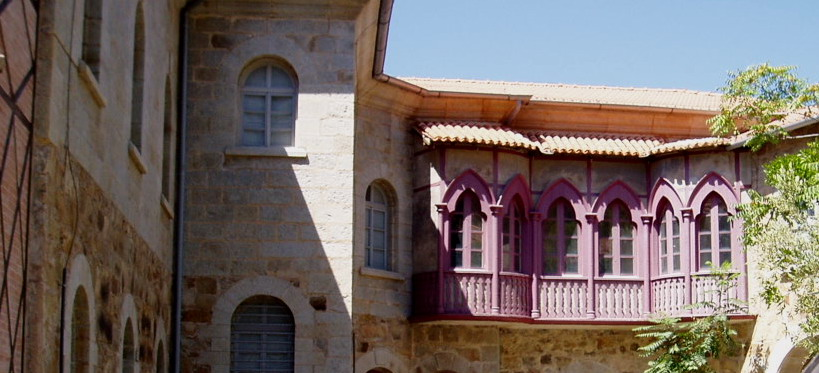
Ex direzione della miniera
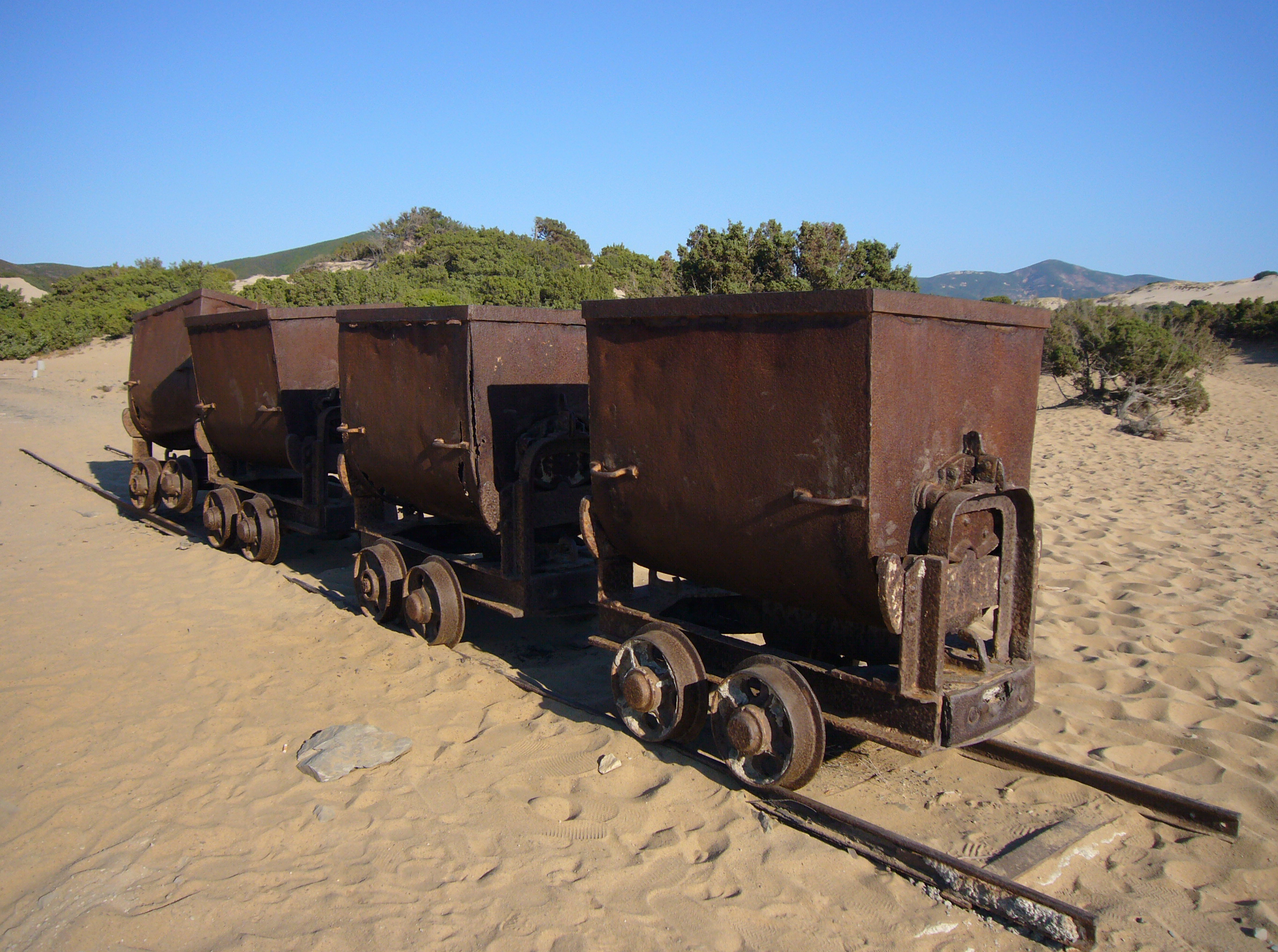
Vagoncini minerari sulla vicina spiaggia di Piscinas
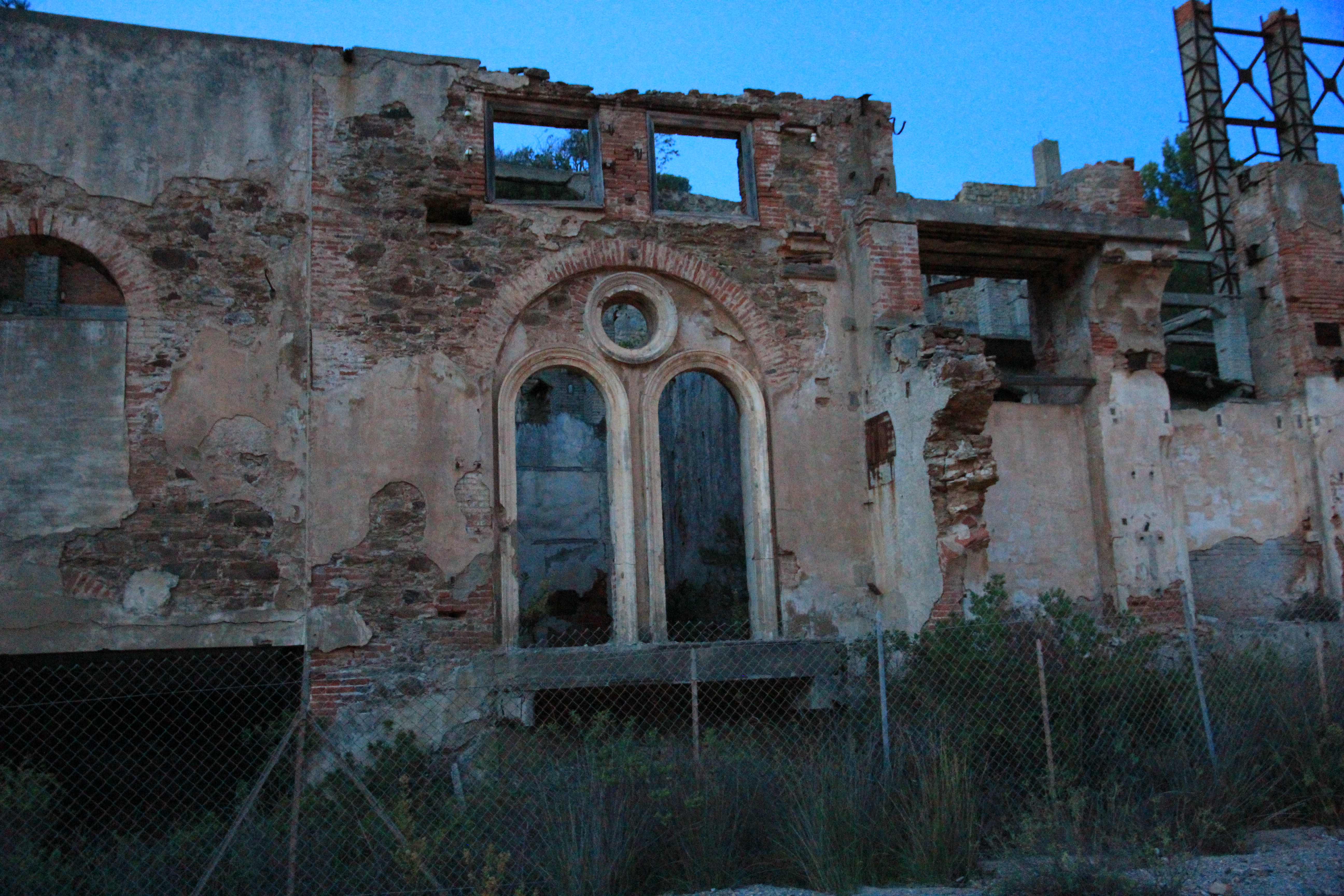